# National Hockey League 1918/1919

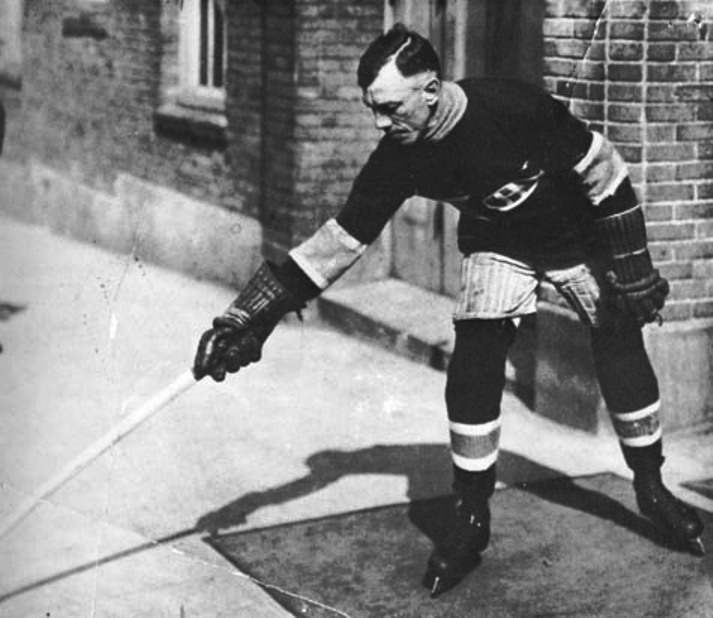
Montreal Canadiens back Joe Hall insjuknade i spanska sjukan under Stanley Cup-finalen mellan Canadiens och Seattle Metropolitans och avled fem dagar efter det att finalserien avbrutits vid ställningen 2-2 i matcher.

National Hockey League 1918/1919 var den andra säsongen av NHL. Seriespelet var precis som säsongen innan uppdelat i två halvor. Lagen spelade 18 matcher var i grundserien innan spelet om Stanley Cup inleddes den 22 februari 1919.
Stanley Cup-finalen spelades mellan Montreal Canadiens och Seattle Metropolitans men vid ställningen 2-2 i matcher avbröts finalserien då flera av spelarna i lagen insjuknat i spanska sjukan. Seattle Metropolitans fick spela om Stanley Cup efter vinst i PCHA.
Toronto lade till Arenas i klubbnamnet.

## Regeländringar
- Vid kortare utvisningar fick man inte göra spelarbyten förrän den utvisade spelaren hade suttit i utvisningsbåset i tre minuter.
- Vid längre utvisningar fick man inte göra spelarbyten förrän den utvisade spelaren hade suttit i utvisningsbåset i fem minuter.
- Vid matchstraff fick man inte göra några fler spelarbyten för resten av matchen.
- Man lade till två linjer, på 6.10 meters avstånd från mitten av planen. Mellan de två linjerna fick man lov att passa pucken framåt samt sparka på pucken.

## Säsongen
De deltagande lagen var Toronto Arenas, Montreal Canadiens och Ottawa Senators.
Säsongen var uppdelad i två delar och varje lag skulle ha spelat totalt 20 matcher var. Den andra halvan fick dock avslutas något tidigare än väntat, då Toronto Arenas inte kunde fortsätta på grund av finansiella problem. Så istället fick NHL-finalen tidigareläggas och man spelade i bäst av sju matcher.

## Grundserien 1918/1919
Not: SM = Spelade matcher, V = Vunna, O = Oavgjorda, F = Förlorade, GM = Gjorda mål, IM = Insläppta mål, P = Poäng, MSK = Målskillnad
- Lag i grönt till NHL-final

| Första halvan      | SM | V | O | F | GM | IM | P  | MSK |
| ------------------ | -- | - | - | - | -- | -- | -- | --- |
| Montreal Canadiens | 10 | 7 | 0 | 3 | 57 | 50 | 14 | +7  |
| Ottawa Senators    | 10 | 5 | 0 | 5 | 39 | 39 | 10 | ±0  |
| Toronto Arenas     | 10 | 3 | 0 | 7 | 42 | 49 | 6  | -7  |

| Andra halvan       | SM | V | O | F | GM | IM | P  | MSK |
| ------------------ | -- | - | - | - | -- | -- | -- | --- |
| Ottawa Senators    | 8  | 7 | 0 | 1 | 32 | 14 | 14 | +18 |
| Montreal Canadiens | 8  | 3 | 0 | 5 | 31 | 28 | 6  | +3  |
| Toronto Arenas     | 8  | 2 | 0 | 6 | 22 | 43 | 4  | -21 |

## Poängligan 1918/1919
Not: SM = Spelade matcher, M = Mål, A = Assists, P = Poäng
| Spelare          | Lag                              | SM | M  | A  | P  |
| ---------------- | -------------------------------- | -- | -- | -- | -- |
| Newsy Lalonde    | Montreal Canadiens               | 17 | 22 | 10 | 32 |
| Odie Cleghorn    | Montreal Canadiens               | 17 | 22 | 6  | 28 |
| Frank Nighbor    | Ottawa Senators                  | 18 | 19 | 9  | 28 |
| Cy Denneny       | Ottawa Senators                  | 18 | 18 | 4  | 22 |
| Didier Pitre     | Montreal Canadiens               | 17 | 14 | 5  | 19 |
| Alf Skinner      | Toronto Arenas                   | 17 | 12 | 4  | 16 |
| Harry Cameron    | Toronto Arenas / Ottawa Senators | 14 | 11 | 3  | 14 |
| Jack Darragh     | Ottawa Senators                  | 14 | 11 | 3  | 14 |
| Ken Randall      | Toronto Arenas                   | 15 | 8  | 6  | 14 |
| Sprague Cleghorn | Ottawa Senators                  | 18 | 7  | 6  | 13 |

## Slutspel
Ettorna i de två "seriehalvorna" spelade final i bäst av sju matcher där vinnaren fick spela om Stanley Cup mot vinnaren i PCHA. Finalen spelades i bäst av sju matcher.

### NHL-final 1919
Montreal Canadiens vs. Ottawa Senators
Montreal Canadiens vann serien med 4-1 i matcher

## Stanley Cup-final 1919
Seattle Metropolitans vs. Montreal Canadiens
Matchserien slutade 2-2
¤ = Man spelade endast 20 minuters förlängning, om det inte gjorts nåt mål under den tiden slutade matchen oavgjord.
- Den sjätte matchen skulle ha spelats den 1 april, men blev inställd på grund av att flera spelare i lagen drabbats av spanska sjukan.
- Eftersom finalen inte färdigspelades fick inget lag sitt namn ingraverat i pokalen, men när den fick en ny design 1948 graverades följande in:

## Slutspelets poängliga
Not: SM = Spelade matcher; M = Mål; A = Assists; P = Poäng
| Spelare       | Lag                | SM | M  | A | P  |
| ------------- | ------------------ | -- | -- | - | -- |
| Newsy Lalonde | Montreal Canadiens | 10 | 17 | 2 | 19 |